# Héloïse (roman)
Pour les articles homonymes, voir Héloïse.
Héloïse est un roman de Philippe Beaussant paru le 27 août 1993 aux éditions Gallimard et ayant reçu le Grand prix du roman de l'Académie française la même année.

## Résumé
Le roman illustre la philosophie idéaliste prônée par Jean-Jacques Rousseau ainsi que ses contradictions. C'est l'histoire de deux enfants, Jean-Jacques, fils du seigneur du village et Héloïse — le roman suit sa confession face à un anonyme —, fille d'une dame de compagnie, élevés ensemble selon les préceptes du rousseauisme, qui clame que tous les humains sont égaux. Leurs amours et leurs destinées vont être radicalement influencés par la révolution française dont notamment la terreur,.

## Éditions
- Héloïse, éditions Gallimard, 1993  (ISBN 2070736040).

## Étude
- Anne Coudreuse, La Conscience du présent. Représentations des Lumières dans la littérature contemporaine, Classiques Garnier, 2015 (ISBN 978-2-8124-4584-2), « Mémoire d’un roman. Philippe Beaussant, Héloïse »